# Црни појас (часопис)
Црни појас је часопис који су издавале Дечје новине из Горњег Милановца, као посебно издање енигматског часописа Еурека. Био је посвећен борилачким вештинама и култури земаља Далеког истока. Највећи део часописа је био посвећен каратеу, али су биле заступљене и остале вештине (џудо, аикидо итд.).
Часопис је излазио као тромесечник, а први број је изашао у лето 1985. године. Формат издања је био приближно А4, а штампано је на офсет папиру, у црно-белој техници; једино су корице биле у боји (штампарија Форум, Нови Сад).
- Насловна страна броја 2

## Уредник
- Миломир Никетић